# Lagoptera juno
Lagoptera juno är en fjärilsart som beskrevs av Johan Wilhelm Dalman 1823. Lagoptera juno ingår i släktet Lagoptera och familjen nattflyn. Inga underarter finns listade i Catalogue of Life.

## Bildgalleri

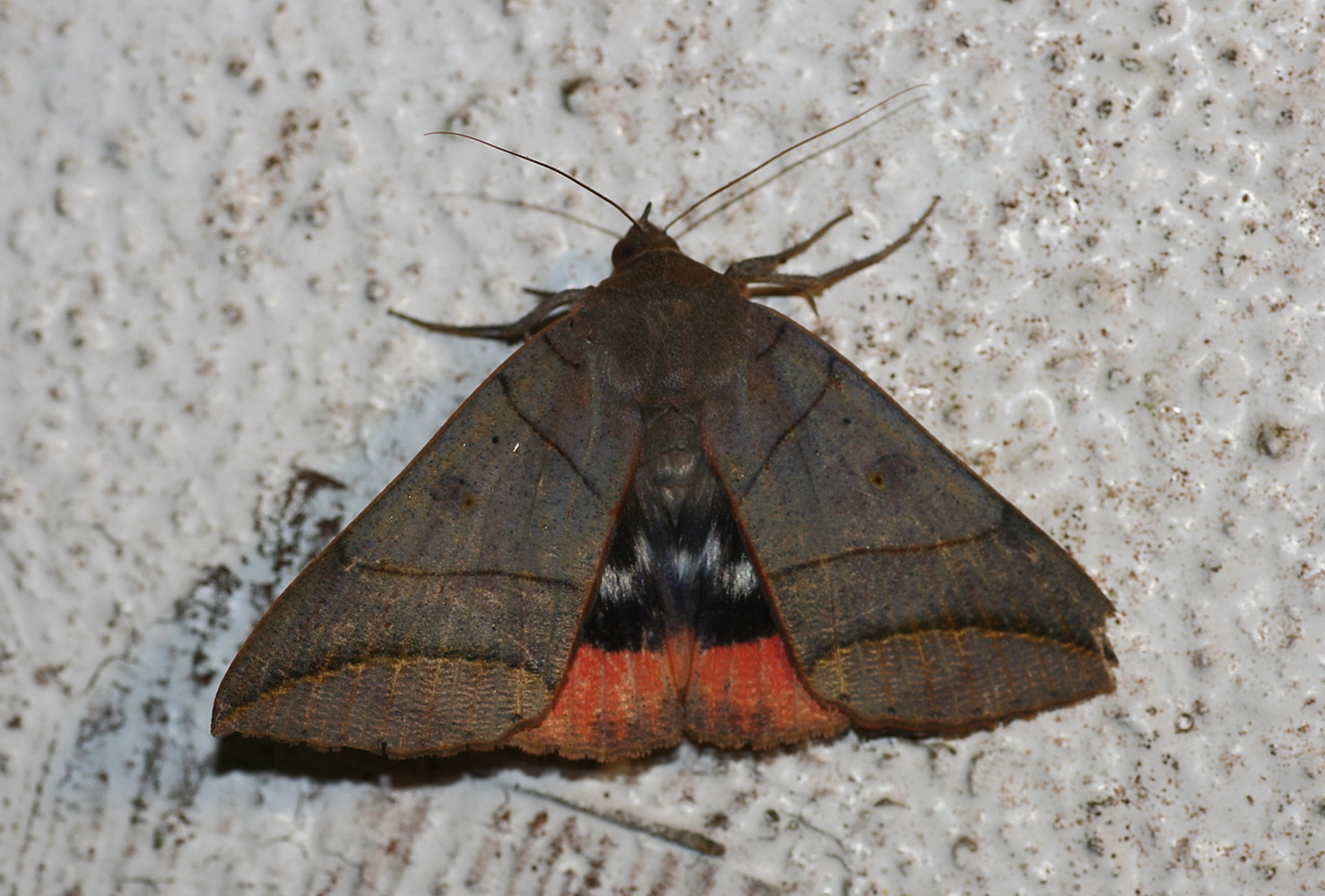
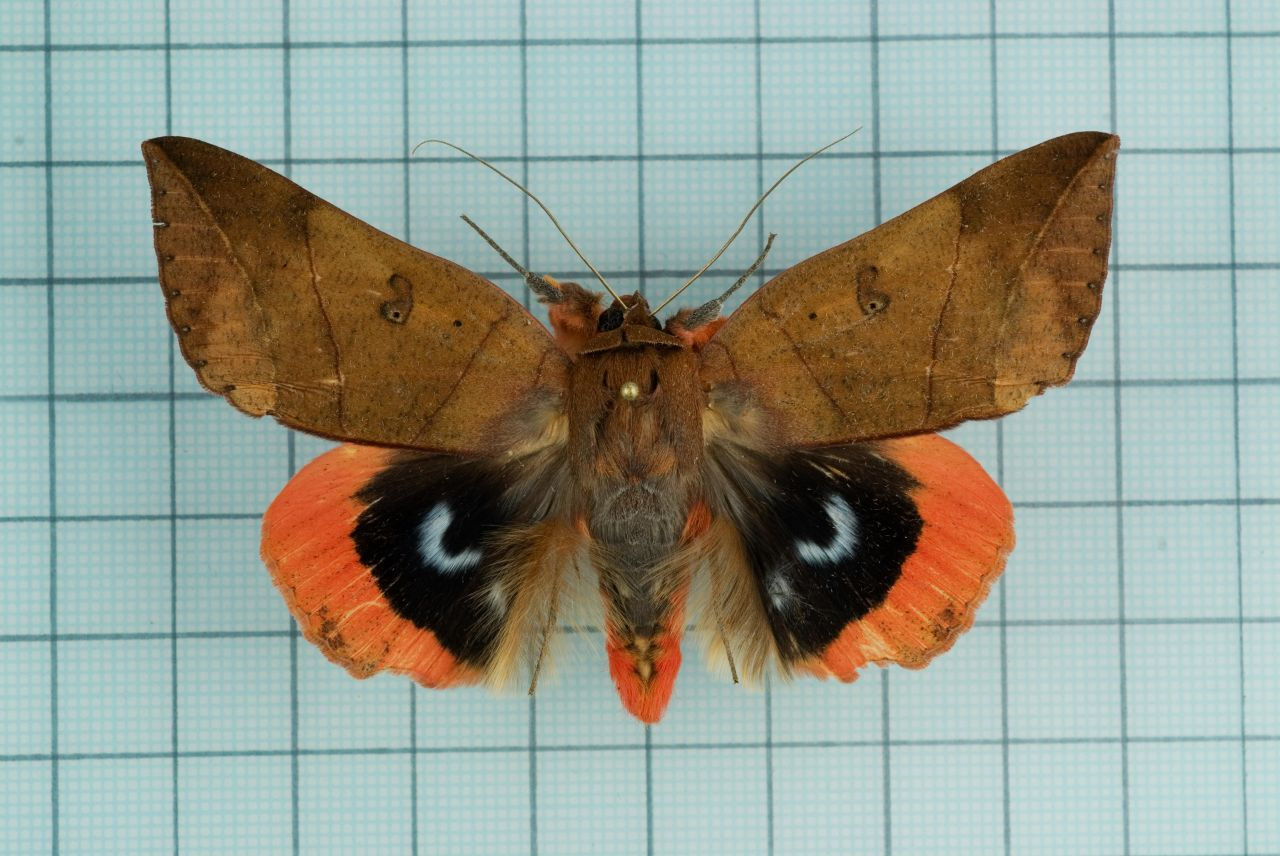